# Поскурице (хлеб)
Поскурице су врста обредних хлебова које на дан задушнице жене припремају у виду малих округлих хлепчиће од пшеничног брашна (раније без квасца, а данас са њим). На њима се обично утискнут модлицом симбол - крста са словима ИС ХС НИ КА. Печене поскурице се одозго премазују са мало уља.
Како је према православној традицији...посејано зрно жита симбол је васкрсења јер ће у земљи проклијати, распасти се и из њега израсти клас који доноси много више зрна. Зато је и обредни хлеб једна од највећих светиња и важан религијски симбол хришћанства...,па су тако  и поскурице нека врста симбола васкрсења које се на задушницаме деле на гробу покојника уз свећу, да му осветли тај чин.